# Foy (Bastogne)
Foy – osada (village) w mieście Bastogne w Belgii, w jego dzielnicy Noville, w Regionie Walońskim, w prowincji Luksemburg, w okręgu Bastogne. 1 stycznia 2008 roku liczyła 192 mieszkańców.  
Foy było jedną z aren ofensywy w Ardenach. Zajęcie osady przez kompanię E („Easy Company”) 506 Pułku Piechoty Spadochronowej należącego do 101 Dywizji Powietrznodesantowej Armii Stanów Zjednoczonych, zostało przedstawione w siódmym odcinku miniserialu Kompania braci.

## Galeria

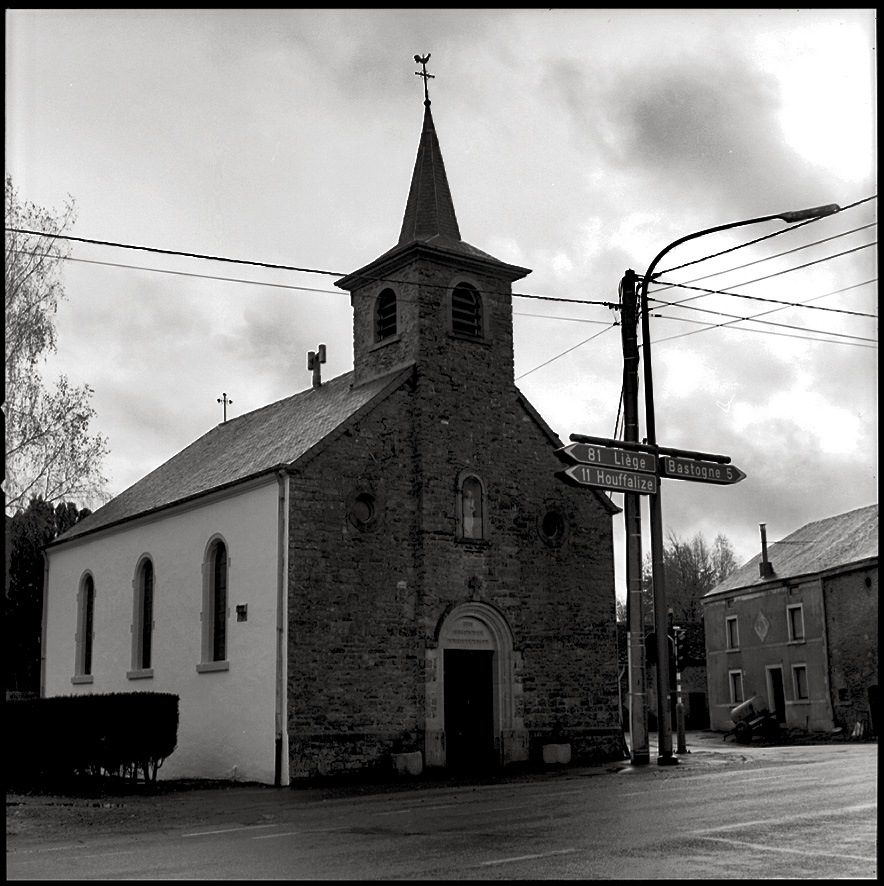
Kościół pw. św. Barbary (Sainte-Barbe)
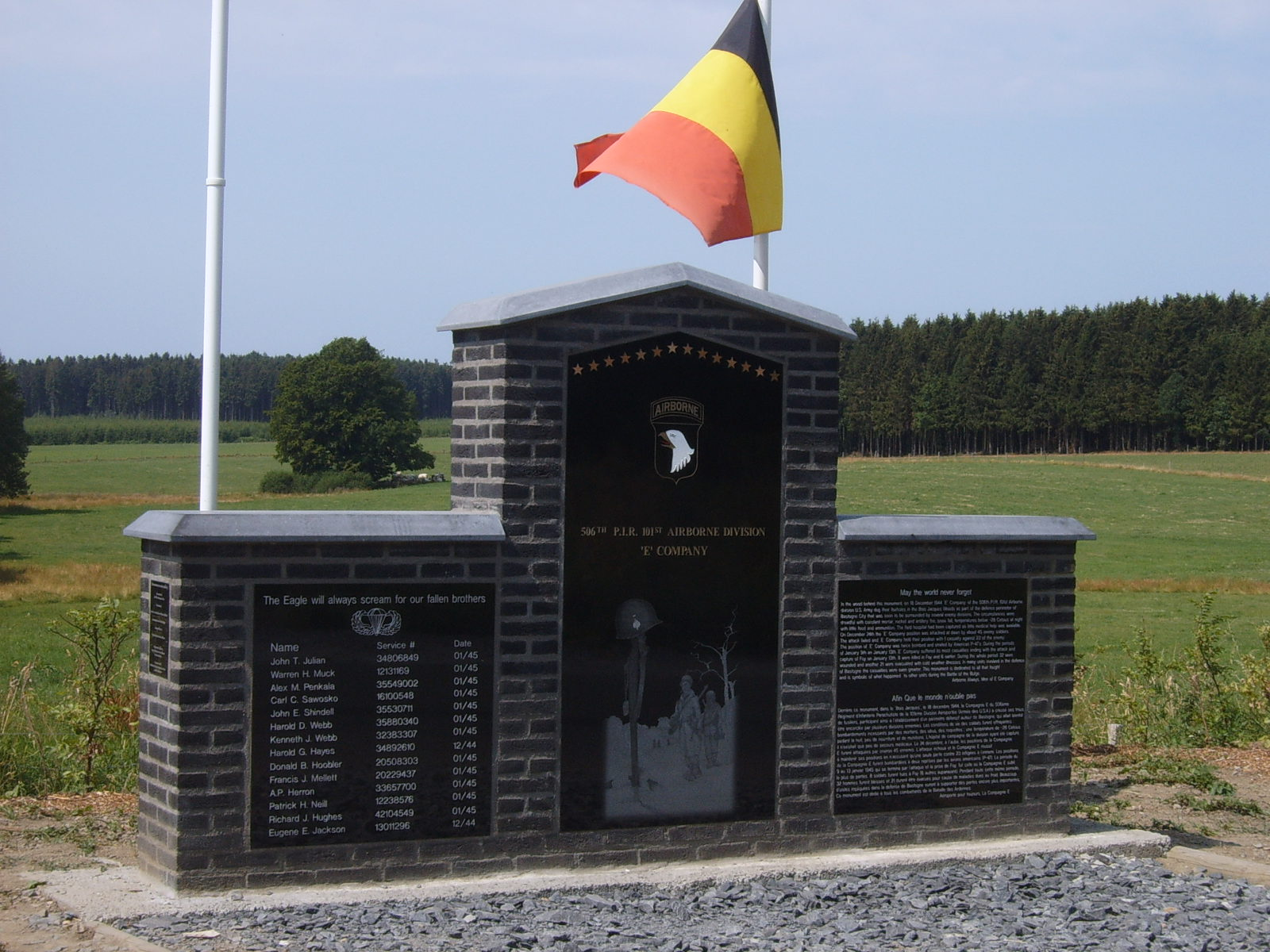
Pomnik ku czci kompanii E („Easy Company”)